# Vrsine
Vrsine su naselje u sastavu Općine Marina, u Splitsko-dalmatinskoj županiji.Prema popisu iz 2021. bilo je 291 stanovnika dok je 1953. bilo čak 953 stanovnika. U Vrsinama je smješten dječji vrtić "Cvrčak" te područna osnovna škola "Ivan Duknović Marina"

## Stanovništvo
Prema popisu iz 2011. naselje je imalo 332 stanovnika.
| broj stanovnika | 293   |       | 371   | 450   | 468   | 605   |       |       | 915   | 956   | 827   | 782   | 638   | 464   | 394   | 332   | 291   |
|                 | 1857. | 1869. | 1880. | 1890. | 1900. | 1910. | 1921. | 1931. | 1948. | 1953. | 1961. | 1971. | 1981. | 1991. | 2001. | 2011. | 2021. |

## Znamenitosti
- kapelica svetog Ivana Krstitelja
- crkva Sv.Josipa na Gorču